# Wahlkreis Rieti (Camera dei deputati)
Der Wahlkreis Rieti war von 1993 bis 2005 und ist seit 2017 wieder ein Wahlkreis (italienisch collegio elettorale) für die Wahl der Abgeordnetenkammer.

## Von 1993 bis 2005

### Wahlkreisgebiet
Der Wahlkreis umfasste alle 73 Gemeinden der Provinz Rieti.

### Wahlergebnisse

#### Parlamentswahl 1994

##### Direktstimmen
| Kandidaten               | Kandidaten                | Parteien                                          | Stimmen | %    |
| ------------------------ | ------------------------- | ------------------------------------------------- | ------- | ---- |
|                          | Guglielmo Rositanigewählt | Polo del Buon Governo (FI – AN – CCD – UdC – PLD) | 49.951  | 49,5 |
|                          | Andrea Ferroni            | Progressisti                                      | 35.744  | 35,4 |
|                          | Sandro Salvati            | Patto per l’Italia                                | 15.231  | 15,1 |
| Gesamt                   | Gesamt                    | Gesamt                                            | 100.926 | 100  |
|                          |                           |                                                   |         |      |
| Ungültige Stimmen        | Ungültige Stimmen         | Ungültige Stimmen                                 | 8.079   | 7,4  |
| Wähler                   | Wähler                    | Wähler                                            | 109.005 | 88,7 |
| Wahlberechtigte          | Wahlberechtigte           | Wahlberechtigte                                   | 122.935 |      |
|                          |                           |                                                   |         |      |
| Quelle: Innenministerium |                           |                                                   |         |      |

##### Listenstimmen
| Parteien                             | Parteien                        | Parteien                           | Stimmen | %    |
| ------------------------------------ | ------------------------------- | ---------------------------------- | ------- | ---- |
|                                      | Polo del Buon Governo           | Alleanza Nazionale                 | 30.364  | 29,8 |
| Forza Italia                         | Polo del Buon Governo           | 17.103                             | 16,8    |      |
| ↳ Gesamt                             | Polo del Buon Governo           | 47.467                             | 46,6    |      |
|                                      | Progressisti                    | Partito Democratico della Sinistra | 21.533  | 21,1 |
| Partito della Rifondazione Comunista | Progressisti                    | 8.495                              | 8,3     |      |
| Partito Socialista Italiano          | Progressisti                    | 4.514                              | 4,4     |      |
| Alleanza Democratica                 | Progressisti                    | 1.707                              | 1,7     |      |
| ↳ Gesamt                             | Progressisti                    | 36.249                             | 35,6    |      |
|                                      | Patto per l’Italia              | Partito Popolare Italiano          | 14.380  | 14,1 |
|                                      | Lista Marco Pannella            | Lista Marco Pannella               | 3.250   | 3,2  |
|                                      | Movimento Cristiano Democratico | Movimento Cristiano Democratico    | 598     | 0,6  |
| Gesamt                               | Gesamt                          | Gesamt                             | 101.944 | 100  |
|                                      |                                 |                                    |         |      |
| Ungültige Stimmen                    | Ungültige Stimmen               | Ungültige Stimmen                  | 7.056   | 6,5  |
| Wähler                               | Wähler                          | Wähler                             | 109.000 | 88,7 |
| Wahlberechtigte                      | Wahlberechtigte                 | Wahlberechtigte                    | 122.935 |      |
|                                      |                                 |                                    |         |      |
| Quelle: Innenministerium             |                                 |                                    |         |      |

#### Parlamentswahl 1996

##### Direktstimmen
| Kandidaten               | Kandidaten            | Parteien            | Stimmen | %    |
| ------------------------ | --------------------- | ------------------- | ------- | ---- |
|                          | Pietro Carottigewählt | Polo per le Libertà | 48.136  | 47,6 |
|                          | Guglielmo Rositani    | L’Ulivo             | 47.899  | 47,4 |
|                          | Riccardo Padula       | Fiamma Tricolore    | 5.041   | 5,0  |
| Gesamt                   | Gesamt                | Gesamt              | 101.076 | 100  |
|                          |                       |                     |         |      |
| Ungültige Stimmen        | Ungültige Stimmen     | Ungültige Stimmen   | 7.913   | 7,3  |
| Wähler                   | Wähler                | Wähler              | 108.989 | 87,6 |
| Wahlberechtigte          | Wahlberechtigte       | Wahlberechtigte     | 124.469 |      |
|                          |                       |                     |         |      |
| Quelle: Innenministerium |                       |                     |         |      |

##### Listenstimmen
| Parteien                                          | Parteien                             | Parteien                             | Stimmen | %    |
| ------------------------------------------------- | ------------------------------------ | ------------------------------------ | ------- | ---- |
|                                                   | Polo per le Libertà                  | Alleanza Nazionale                   | 25.452  | 25,1 |
| Forza Italia                                      | Polo per le Libertà                  | 18.683                               | 18,5    |      |
| CCD – CDU                                         | Polo per le Libertà                  | 7.661                                | 7,6     |      |
| ↳ Gesamt                                          | Polo per le Libertà                  | 51.796                               | 51,2    |      |
|                                                   | L’Ulivo                              | Partito Democratico della Sinistra   | 21.125  | 20,9 |
| Popolari per Prodi (PPI – SVP – PRI – UD – Prodi) | L’Ulivo                              | 8.314                                | 8,2     |      |
| Rinnovamento Italiano                             | L’Ulivo                              | 4.803                                | 4,7     |      |
| Federazione dei Verdi                             | L’Ulivo                              | 1.607                                | 1,6     |      |
| ↳ Gesamt                                          | L’Ulivo                              | 35.849                               | 35,4    |      |
|                                                   | Partito della Rifondazione Comunista | Partito della Rifondazione Comunista | 11.187  | 11,0 |
|                                                   | Fiamma Tricolore                     | Fiamma Tricolore                     | 2.422   | 2,4  |
| Gesamt                                            | Gesamt                               | Gesamt                               | 101.254 | 100  |
|                                                   |                                      |                                      |         |      |
| Ungültige Stimmen                                 | Ungültige Stimmen                    | Ungültige Stimmen                    | 7.735   | 7,1  |
| Wähler                                            | Wähler                               | Wähler                               | 108.989 | 87,6 |
| Wahlberechtigte                                   | Wahlberechtigte                      | Wahlberechtigte                      | 124.469 |      |
|                                                   |                                      |                                      |         |      |
| Quelle: Innenministerium                          |                                      |                                      |         |      |

#### Parlamentswahl 2001

##### Direktstimmen
| Kandidaten               | Kandidaten                           | Parteien           | Stimmen | %    |
| ------------------------ | ------------------------------------ | ------------------ | ------- | ---- |
|                          | Guglielmo Rositanigewählt            | Casa delle Libertà | 50.057  | 49,6 |
|                          | Pietro Carotti                       | L’Ulivo            | 43.254  | 42,8 |
|                          | Alberto De Sanctis                   | Lista Di Pietro    | 3.857   | 3,8  |
|                          | Giorgio Giacomo Bernardino Miniucchi | Democrazia Europea | 3.808   | 3,8  |
| Gesamt                   | Gesamt                               | Gesamt             | 100.976 | 100  |
|                          |                                      |                    |         |      |
| Ungültige Stimmen        | Ungültige Stimmen                    | Ungültige Stimmen  | 7.349   | 6,8  |
| Wähler                   | Wähler                               | Wähler             | 108.325 | 85,3 |
| Wahlberechtigte          | Wahlberechtigte                      | Wahlberechtigte    | 127.035 |      |
|                          |                                      |                    |         |      |
| Quelle: Innenministerium |                                      |                    |         |      |

##### Listenstimmen
| Parteien                               | Parteien                             | Parteien                             | Stimmen | %    |
| -------------------------------------- | ------------------------------------ | ------------------------------------ | ------- | ---- |
|                                        | Casa delle Libertà                   | Forza Italia                         | 25.825  | 25,9 |
| Alleanza Nazionale                     | Casa delle Libertà                   | 21.004                               | 21,0    |      |
| CCD – CDU                              | Casa delle Libertà                   | 4.361                                | 4,4     |      |
| Nuovo PSI                              | Casa delle Libertà                   | 1.128                                | 1,1     |      |
| ↳ Gesamt                               | Casa delle Libertà                   | 52.318                               | 52,4    |      |
|                                        | L’Ulivo                              | Democratici di Sinistra              | 17.153  | 17,2 |
| La Margherita (Dem – PPI – RI – Udeur) | L’Ulivo                              | 9.893                                | 9,9     |      |
| Partito dei Comunisti Italiani         | L’Ulivo                              | 2.987                                | 3,0     |      |
| Il Girasole (FdV – SDI)                | L’Ulivo                              | 2.413                                | 2,4     |      |
| ↳ Gesamt                               | L’Ulivo                              | 32.446                               | 32,5    |      |
|                                        | Partito della Rifondazione Comunista | Partito della Rifondazione Comunista | 6.340   | 6,4  |
|                                        | Lista Di Pietro                      | Lista Di Pietro                      | 3.939   | 3,9  |
|                                        | Democrazia Europea                   | Democrazia Europea                   | 2.784   | 2,8  |
|                                        | Lista Emma Bonino                    | Lista Emma Bonino                    | 1.660   | 1,7  |
|                                        | Paese Nuovo                          | Paese Nuovo                          | 213     | 0,2  |
|                                        | Abolizione Scorporo                  | Abolizione Scorporo                  | 88      | 0,1  |
| Gesamt                                 | Gesamt                               | Gesamt                               | 99.788  | 100  |
|                                        |                                      |                                      |         |      |
| Ungültige Stimmen                      | Ungültige Stimmen                    | Ungültige Stimmen                    | 8.532   | 7,9  |
| Wähler                                 | Wähler                               | Wähler                               | 108.320 | 85,3 |
| Wahlberechtigte                        | Wahlberechtigte                      | Wahlberechtigte                      | 127.035 |      |
|                                        |                                      |                                      |         |      |
| Quelle: Innenministerium               |                                      |                                      |         |      |

## Von 2017 bis 2020

### Wahlkreisgebiet
Der Wahlkreis umfasste 90 Gemeinden: alle 73 Gemeinden der Provinz Rieti und 17 Gemeinden der Metropolitanstadt Rom (Capena, Civitella San Paolo, Fiano Romano, Filacciano, Monteflavio, Montelibretti, Monterotondo, Montorio Romano, Moricone, Nazzano, Nerola, Palombara Sabina, Ponzano Romano, Rignano Flaminio, Sant’Angelo Romano, Sant’Oreste und Torrita Tiberina).

### Wahlergebnisse

#### Parlamentswahl 2018
| Kandidaten               | Kandidaten               | Stimmen | %    | Listen                                      | Stimmen | %    |
| ------------------------ | ------------------------ | ------- | ---- | ------------------------------------------- | ------- | ---- |
|                          | Paolo Trancassinigewählt | 55.757  | 37,1 | Lega                                        | 25.068  | 16,7 |
| Forza Italia             | Paolo Trancassinigewählt | 55.757  | 37,1 | 17.936                                      | 11,9    |      |
| Fratelli d’Italia        | Paolo Trancassinigewählt | 55.757  | 37,1 | 11.159                                      | 7,4     |      |
| Noi con l’Italia – UDC   | Paolo Trancassinigewählt | 55.757  | 37,1 | 1.594                                       | 1,1     |      |
|                          | Maurizio Angeloni        | 49.036  | 32,7 | Movimento 5 Stelle                          | 49.036  | 32,7 |
|                          | Paolo Anibaldi           | 32.122  | 21,4 | Partito Democratico                         | 26.765  | 17,8 |
| +Europa                  | Paolo Anibaldi           | 32.122  | 21,4 | 3.238                                       | 2,2     |      |
| Italia Europa Insieme    | Paolo Anibaldi           | 32.122  | 21,4 | 1.065                                       | 0,7     |      |
| Civica Popolare          | Paolo Anibaldi           | 32.122  | 21,4 | 1.054                                       | 0,7     |      |
|                          | Ottorino Ferilli         | 5.952   | 4,0  | Liberi e Uguali                             | 5.952   | 4,0  |
|                          | Ilaria Misantoni         | 3.052   | 2,0  | CasaPound Italia                            | 3.052   | 2,0  |
|                          | Francesco Petruccioli    | 1.819   | 1,2  | Potere al Popolo!                           | 1.819   | 1,2  |
|                          | Gennaro Cicala           | 1.032   | 0,7  | Partito Comunista                           | 1.032   | 0,7  |
|                          | Barbara Putignani        | 563     | 0,4  | Il Popolo della Famiglia                    | 563     | 0,4  |
|                          | Vincenzina Cinardi       | 486     | 0,3  | Italia agli Italiani (FT – FN)              | 486     | 0,3  |
|                          | Mario Tommasi            | 187     | 0,1  | Per una Sinistra Rivoluzionaria (SCR – PCL) | 187     | 0,1  |
|                          | Melissa Videtta          | 101     | 0,1  | Lista del Popolo per la Costituzione        | 101     | 0,1  |
| Gesamt                   | Gesamt                   | 150.107 | 100  |                                             | 150.107 | 100  |
|                          |                          |         |      |                                             |         |      |
| Ungültige Stimmen        | Ungültige Stimmen        | 5.462   | 3,5  |                                             |         |      |
| Wähler                   | Wähler                   | 155.569 | 74,6 |                                             |         |      |
| Wahlberechtigte          | Wahlberechtigte          | 208.461 |      |                                             |         |      |
|                          |                          |         |      |                                             |         |      |
| Quelle: Innenministerium |                          |         |      |                                             |         |      |

## Seit 2020

### Wahlkreisgebiet
| Wahlkreise – Camera dei deputati – Latium | Wahlkreise – Camera dei deputati – Latium | Wahlkreise – Camera dei deputati – Latium |
| Provinz                                   | Provinz                                   | Gemeinden nach Provinzen ⮞ Wahlkreis |
| ----------------------------------------- | ----------------------------------------- | --- |
|                                           | Metropolitanstadt Rom (121 Gemeinden)     | ↳ Latium 1: Teil Roms ⮞ Wahlkreis Rom – Municipio I Teil Roms ⮞ Wahlkreis Rom – Municipio III Teil Roms ⮞ Wahlkreis Rom – Municipio V 1 + Teil Roms ⮞ Wahlkreis Rom – Municipio VII 1 + Teil Roms ⮞ Wahlkreis Rom – Municipio X 1 + Teil Roms ⮞ Wahlkreis Rom – Municipio XI Teil Roms ⮞ Wahlkreis Rom – Municipio XIV 63 ⮞ Wahlkreis Guidonia Montecelio 18 ⮞ Wahlkreis Velletri ↳ Latium 2: 30 ⮞ Wahlkreis Rieti 6 ⮞ Wahlkreis Viterbo |
|                                           | Provinz Frosinone (91 Gemeinden)          | 60 ⮞ Wahlkreis Frosinone 31 ⮞ Wahlkreis Terracina |
|                                           | Provinz Latina (33 Gemeinden)             | 17 ⮞ Wahlkreis Latina 16 ⮞ Wahlkreis Terracina |
|                                           | Provinz Rieti (73 Gemeinden)              | alle ⮞ Wahlkreis Rieti |
|                                           | Provinz Viterbo (60 Gemeinden)            | 48 ⮞ Wahlkreis Viterbo 12 ⮞ Wahlkreis Rieti |

Der Wahlkreis umfasst 115 Gemeinden:
- alle 73 Gemeinden der Provinz Rieti;
- 12 Gemeinden der Provinz Viterbo (Calcata, Carbognano, Castel Sant’Elia, Civita Castellana, Corchiano, Fabrica di Roma, Faleria, Gallese, Monterosi, Nepi, Vallerano und Vignanello);
- 30 Gemeinden der Metropolitanstadt Rom (Anguillara Sabazia, Bracciano, Campagnano di Roma, Canale Monterano, Capena, Castelnuovo di Porto, Civitella San Paolo, Fiano Romano, Filacciano, Formello, Magliano Romano, Manziana, Mazzano Romano, Monteflavio, Montelibretti, Monterotondo, Montorio Romano, Moricone, Morlupo, Nazzano, Nerola, Palombara Sabina, Ponzano Romano, Riano, Rignano Flaminio, Sacrofano, Sant’Angelo Romano, Sant’Oreste, Torrita Tiberina und Trevignano Romano).

### Wahlergebnisse

#### Parlamentswahl 2022
| Kandidaten                          | Kandidaten               | Stimmen | %    | Listen                                                  | Stimmen | %    |
| ----------------------------------- | ------------------------ | ------- | ---- | ------------------------------------------------------- | ------- | ---- |
|                                     | Paolo Trancassinigewählt | 109.690 | 51,0 | Fratelli d’Italia                                       | 75.780  | 35,2 |
| Lega per Salvini Premier            | Paolo Trancassinigewählt | 109.690 | 51,0 | 17.104                                                  | 8,0     |      |
| Forza Italia                        | Paolo Trancassinigewählt | 109.690 | 51,0 | 15.688                                                  | 7,3     |      |
| Noi Moderati                        | Paolo Trancassinigewählt | 109.690 | 51,0 | 1.118                                                   | 0,5     |      |
|                                     | Alessandra Clementini    | 49.555  | 23,0 | Partito Democratico – Italia Democratica e Progressista | 36.069  | 16,8 |
| Alleanza Verdi e Sinistra           | Alessandra Clementini    | 49.555  | 23,0 | 7.024                                                   | 3,3     |      |
| +Europa                             | Alessandra Clementini    | 49.555  | 23,0 | 5.127                                                   | 2,4     |      |
| Impegno Civico – Centro Democratico | Alessandra Clementini    | 49.555  | 23,0 | 1.335                                                   | 0,6     |      |
|                                     | Roberto Casanica         | 30.685  | 14,3 | Movimento 5 Stelle                                      | 30.685  | 14,3 |
|                                     | Vincenzo Marcorelli      | 13.215  | 6,1  | Azione – Italia Viva                                    | 13.215  | 6,1  |
|                                     | Alessio Catoni           | 4.346   | 2,0  | Italexit per l’Italia                                   | 4.346   | 2,0  |
|                                     | Sara Marocchi            | 3.823   | 1,8  | Unione Popolare                                         | 3.823   | 1,8  |
|                                     | Nicoletta Carotti        | 3.701   | 1,7  | Italia Sovrana e Popolare                               | 3.701   | 1,7  |
| Gesamt                              | Gesamt                   | 215.015 | 100  |                                                         | 215.015 | 100  |
|                                     |                          |         |      |                                                         |         |      |
| Ungültige Stimmen                   | Ungültige Stimmen        | 9.075   | 4,0  |                                                         |         |      |
| Wähler                              | Wähler                   | 224.090 | 65,9 |                                                         |         |      |
| Wahlberechtigte                     | Wahlberechtigte          | 339.991 |      |                                                         |         |      |
|                                     |                          |         |      |                                                         |         |      |
| Quelle: Innenministerium            |                          |         |      |                                                         |         |      |